# Mancey
Mancey – miejscowość i gmina we Francji, w regionie Burgundia-Franche-Comté, w departamencie Saona i Loara.
Według danych na rok 1990 gminę zamieszkiwało 350 osób, a gęstość zaludnienia wynosiła 35 osób/km² (wśród 2044 gmin Burgundii Mancey plasuje się na 569. miejscu pod względem liczby ludności, natomiast pod względem powierzchni na miejscu 933.).